# Suni
Suni (sardisk: Sùne) er en by og en kommune (comune) i provinsen Oristano i regionen Sardinien i Italien. Byen ligger i 340 meters højde og har 1.092 indbyggere (2016). Kommunen har et areal på 47,46 km² og grænser til kommunerne Bosa, Flussio, Modolo, Pozzomaggiore, Sagama, Sindia og Tinnura.